# Liste der Regierungschefs der Republik China (Taiwan)
Die folgende Liste der Regierungschefs der Republik China (Taiwan) führt die Präsidenten des Exekutiv-Yuans in der Republik China (Taiwan) in chronologischer Reihenfolge auf. Diese Rolle entspricht der eines Premierministers und diese Bezeichnung, die auch meist in der internationalen Presse verwendet wird, wird im Folgenden der Einfachheit halber gebraucht. Die Liste beginnt mit dem Jahr 1948.
Für die Zeit vor 1948 siehe die Liste der Regierungschefs der Republik China (1912–1949).

## Tabellarische Liste und Erläuterungen
Bis zum Jahr 2000 kamen die Premierminister ausschließlich aus den Reihen der Kuomintang (mit Ausnahme von Wang Yun-wu, der als formal Parteiloser im Jahr 1963 für 2 ½ Monate als Übergangspremier amtierte). Während der Zeit der Präsidentschaft Chen Shui-bians (Demokratische Fortschrittspartei, DPP) 2000–2008 kamen die Premierminister erstmals aus den Reihen der DPP. Allerdings hatten diese Regierungen einen schweren Stand, da die in Opposition zur DPP und Präsident Chen stehenden Parteien durchgehend eine Mehrheit im Parlament (dem Legislativ-Yuan) behielten. In den Jahren 2008–2016 besetzte die Kuomintang erneut das Präsidentenamt und dementsprechend die Premierministerposten. Nach der Präsidentenwahl 2016, die durch die Kandidatin der DPP, Tsai Ing-wen gewonnen wurde, war erstmals eine gewisse Aufweichung der parteipolitischen Polarisierung zu beobachten, als Präsidentin Tsai trotz der absoluten DPP-Parlamentsmehrheit nach der Wahl 2016 keinen DPP-Parteigänger, sondern den Parteilosen Lin Chuan zum Premierminister ernannte.
Während in den ersten Jahrzehnten des Bestehens der Republik China auf Taiwan fast alle Premierminister nicht auf Taiwan, sondern auf dem chinesischen Festland geboren waren, hat sich dieses Verhältnis seit der Jahrtausendwende umgekehrt.
Bei der Nummerierung in der untenstehenden Tabelle wurden Personen, die nur kurz geschäftsführend amtierten, weil der Amtsinhaber aus dem Amt geschieden war, nicht mit eigenen Nummern mitgezählt. Die Nummerierung ist personenbezogen und nicht bezogen auf die Amtszeit, d. h. Personen, die zu einer späteren Zeit erneut Regierungschef waren, sind mit der zuerst an sie vergebenen Nummer gekennzeichnet. Sun Fo und Chen Cheng bekleideten bereits zu Zeiten der Republik China (1912–1949) zeitweilig das Amt des Regierungschefs.
| Nr. | Bild | Name (Lebensdaten)                                          | Amtsantritt und -ende | Amtsantritt und -ende | Tage | Politische Partei | Politische Partei | Präsident                      |
| --- | --- | ----------------------------------------------------------- | --------------------- | --------------------- | ---- | ----------------- | ----------------- | ------------------------------ |
| 1   | | Weng Wenhao 翁文灝 Wēng Wénhào (1889–1971)                  | 24. Mai 1948          | 26. November 1948     | 186  |                   | Kuomintang        | Chiang Kai-shek                |
| 1   | |                                                             |                       |                       |      |                   |                   |                                |
| 2   | | Sun Fo 孫科 Sūn Kē (1891–1973)                              | 26. November 1948     | 12. März 1949         | 106  |                   | Kuomintang        | Chiang Kai-shek, Li Zongren    |
| 2   | |                                                             |                       |                       |      |                   |                   |                                |
| 3   | | He Yingqin 何應欽 Hé Yìngqīn (1890–1987)                    | 12. März 1949         | 3. Juni 1949          | 83   |                   | Kuomintang        | Li Zongren                     |
| 3   | |                                                             |                       |                       |      |                   |                   |                                |
| 4   | | Yan Xishan 閻錫山 Yán Xíshān (1883–1960)                    | 3. Juni 1949          | 7. März 1950          | 277  |                   | Kuomintang        | Li Zongren, Chiang Kai-shek    |
| 4   | |                                                             |                       |                       |      |                   |                   |                                |
| 5   | | Chen Cheng 陳誠 Chén Chéng (1897–1965)                      | 7. März 1950          | 7. Juni 1954          | 1553 |                   | Kuomintang        | Chiang Kai-shek                |
| 5   | Erste Amtszeit. | Chen Cheng 陳誠 Chén Chéng (1897–1965)                      |                       |                       |      |                   |                   |                                |
| 6   | | Yu Hung-Chun 俞鴻鈞 Yú Hóngjūn (1897–1960)                  | 7. Juni 1954          | 30. Juni 1958         | 1484 |                   | Kuomintang        | Chiang Kai-shek                |
| 6   | |                                                             |                       |                       |      |                   |                   |                                |
| (5) | | Chen Cheng 陳誠 Chén Chéng (1897–1965)                      | 30. Juni 1958         | 1. Juli 1963          | 1827 |                   | Kuomintang        | Chiang Kai-shek                |
| (5) | Zweite Amtszeit. | Chen Cheng 陳誠 Chén Chéng (1897–1965)                      |                       |                       |      |                   |                   |                                |
| —   | | Wang Yun-wu 王雲五 Wáng Yúnwǔ (1888–1979)                   | 1. Juli 1963          | 16. September 1963    | 77   |                   | Unabhängiger      | Chiang Kai-shek                |
| —   | Geschäftsführend. Bisheriger Vize-Premierminister.                                                                               | Wang Yun-wu 王雲五 Wáng Yúnwǔ (1888–1979)                   |                       |                       |      |                   |                   |                                |
| (5) | | Chen Cheng 陳誠 Chén Chéng (1897–1965)                      | 16. September 1963    | 15. Dezember 1963     | 90   |                   | Kuomintang        | Chiang Kai-shek                |
| (5) | Dritte Amtszeit. | Chen Cheng 陳誠 Chén Chéng (1897–1965)                      |                       |                       |      |                   |                   |                                |
| 7   | | Yen Chia-kan (C.K. Yen) 嚴家淦 Yán Jiāgàn (1905–1993)       | 15. Dezember 1963     | 29. Mai 1972          | 3088 |                   | Kuomintang        | Chiang Kai-shek                |
| 7   | |                                                             |                       |                       |      |                   |                   |                                |
| 8   | | Chiang Ching-kuo 蔣經國 Jiǎng Jīngguó (1910–1988)           | 29. Mai 1972          | 19. Mai 1978          | 2181 |                   | Kuomintang        | Chiang Kai-shek, C.K. Yen      |
| 8   | |                                                             |                       |                       |      |                   |                   |                                |
| —   | | Hsu Ching-chung 徐慶鐘 Xú Qìngzhōng (1907–1996)             | 19. Mai 1978          | 1. Juni 1978          | 13   |                   | Kuomintang        | C.K. Yen, Chiang Ching-kuo     |
| —   | Geschäftsführend. Die erste auf Taiwan geborene Person in diesem Amt.                                                            | Hsu Ching-chung 徐慶鐘 Xú Qìngzhōng (1907–1996)             |                       |                       |      |                   |                   |                                |
| 9   | | Sun Yun-suan 孫運璿 Sūn Yùnxuán (1913–2006)                 | 1. Juni 1978          | 20. Mai 1984          | 2180 |                   | Kuomintang        | Chiang Ching-kuo               |
| 9   | |                                                             |                       |                       |      |                   |                   |                                |
| 10  | | Yu Kuo-hwa 俞國華 Yú Guóhuá (1914–2000)                     | 20. Mai 1984          | 21. Mai 1989          | 1827 |                   | Kuomintang        | Chiang Ching-kuo, Lee Teng-hui |
| 10  | |                                                             |                       |                       |      |                   |                   |                                |
| 11  | | Lee Huan 李煥 Lǐ Huàn (1917–2010)                           | 21. Mai 1989          | 1. Juni 1990          | 376  |                   | Kuomintang        | Lee Teng-hui                   |
| 11  | |                                                             |                       |                       |      |                   |                   |                                |
| 12  | | Hau Pei-tsun 郝柏村 Hǎo Bócūn (1919–2020)                   | 1. Juni 1990          | 10. Februar 1993      | 985  |                   | Kuomintang        | Lee Teng-hui                   |
| 12  | |                                                             |                       |                       |      |                   |                   |                                |
| 13  | | Lien Chan 連戰 Lián Zhàn (1936–)                            | 10. Februar 1993      | 1. September 1997     | 1664 |                   | Kuomintang        | Lee Teng-hui                   |
| 13  | |                                                             |                       |                       |      |                   |                   |                                |
| 14  | | Siew Wan-chang (Vincent Siew) 蕭萬長 Xiāo Wàncháng (1939–)  | 1. September 1997     | 20. Mai 2000          | 992  |                   | Kuomintang        | Lee Teng-hui                   |
| 14  | |                                                             |                       |                       |      |                   |                   |                                |
| 15  | | Tang Fei 唐飛 Táng Fēi (1932–)                              | 20. Mai 2000          | 6. Oktober 2000       | 139  |                   | Kuomintang        | Chen Shui-bian                 |
| 15  | Parlamentarische Mehrheit der Kuomintang unter Präsident Chen Shui-bian (DPP) mit einem Kabinett im Stil einer Großen Koalition. | Tang Fei 唐飛 Táng Fēi (1932–)                              |                       |                       |      |                   |                   |                                |
| 16  | | Chang Chun-hsiung 張俊雄 Zhāng Jùnxióng (1938–)             | 6. Oktober 2000       | 1. Februar 2002       | 483  |                   | DPP               | Chen Shui-bian                 |
| 16  | Erster Premierminister, der nicht der KMT angehörte. Führte eine DPP-Minderheitsregierung unter Präsident Chen Shui-bian.        | Chang Chun-hsiung 張俊雄 Zhāng Jùnxióng (1938–)             |                       |                       |      |                   |                   |                                |
| 17  | | You Si-kun 游錫堃 Yóu Xíkūn (1948–)                         | 1. Februar 2002       | 1. Februar 2005       | 1096 |                   | DPP               | Chen Shui-bian                 |
| 17  | |                                                             |                       |                       |      |                   |                   |                                |
| 18  | | Hsieh Chang-ting (Frank Hsieh) 謝長廷 Xiè Chángtíng (1946–) | 1. Februar 2005       | 25. Januar 2006       | 358  |                   | DPP               | Chen Shui-bian                 |
| 18  | |                                                             |                       |                       |      |                   |                   |                                |
| 19  | | Su Tseng-chang 蘇貞昌 Sū Zhēnchāng (1947–)                  | 25. Januar 2006       | 21. Mai 2007          | 481  |                   | DPP               | Chen Shui-bian                 |
| 19  | |                                                             |                       |                       |      |                   |                   |                                |
| 20  | | Chang Chun-hsiung 張俊雄 Zhāng Jùnxióng (1938–)             | 21. Mai 2007          | 20. Mai 2008          | 365  |                   | DPP               | Chen Shui-bian                 |
| 20  | |                                                             |                       |                       |      |                   |                   |                                |
| 21  | | Liu Chao-shiuan 劉兆玄 Liú Zhàoxuán (1943–)                 | 20. Mai 2008          | 10. September 2009    | 478  |                   | Kuomintang        | Ma Ying-jeou                   |
| 21  | |                                                             |                       |                       |      |                   |                   |                                |
| 22  | | Wu Den-yih 吳敦義 Wú Dūnyì (1948–)                          | 10. September 2009    | 6. Februar 2012       | 879  |                   | Kuomintang        | Ma Ying-jeou                   |
| 22  | |                                                             |                       |                       |      |                   |                   |                                |
| 23  | | Sean Chen (Chen Chun) 陳冲 Chén Chōng (1949–)               | 6. Februar 2012       | 18. Februar 2013      | 378  |                   | Kuomintang        | Ma Ying-jeou                   |
| 23  | |                                                             |                       |                       |      |                   |                   |                                |
| 24  | | Jiang Yi-huah 江宜樺 Jiāng Yīhuá (1960–)                    | 18. Februar 2013      | 8. Dezember 2014      | 658  |                   | Kuomintang        | Ma Ying-jeou                   |
| 24  | Bislang jüngster Premierminister bei Amtsantritt.                                                                                | Jiang Yi-huah 江宜樺 Jiāng Yīhuá (1960–)                    |                       |                       |      |                   |                   |                                |
| 25  | | Mao Chi-kuo 毛治國 Máo Zhìguó (1948–)                       | 8. Dezember 2014      | 1. Februar 2016       | 420  |                   | Kuomintang        | Ma Ying-jeou                   |
| 25  | Rücktritt am 18. Januar 2016 eingereicht und bis zum Ende der Amtszeit beurlaubt.                                                | Mao Chi-kuo 毛治國 Máo Zhìguó (1948–)                       |                       |                       |      |                   |                   |                                |
| 26  | | Chang San-cheng 張善政 Zhāng Shànzhèng (1954–)              | 1. Februar 2016       | 20. Mai 2016          | 109  |                   | Unabhängiger      | Ma Ying-jeou                   |
| 26  | Erster Premierminister ohne Parteizugehörigkeit. Erste Regierung mit einer parlamentarischen Mehrheit der DPP.                   | Chang San-cheng 張善政 Zhāng Shànzhèng (1954–)              |                       |                       |      |                   |                   |                                |
| 27  | | Lin Chuan 林全 Lín Quán (1951–)                             | 20. Mai 2016          | 8. September 2017     | 476  |                   | Unabhängiger      | Tsai Ing-wen                   |
| 27  | |                                                             |                       |                       |      |                   |                   |                                |
| 28  | | Lai Ching-te 賴清德 Lài Qīngdé (1959–)                      | 8. September 2017     | 14. Januar 2019       | 493  |                   | DPP               | Tsai Ing-wen                   |
| 28  | |                                                             |                       |                       |      |                   |                   |                                |
| 29  | | Su Tseng-chang 蘇貞昌 Sū Zhēnchāng (1947–)                  | 14. Januar 2019       | 31. Januar 2023       | 1478 |                   | DPP               | Tsai Ing-wen                   |
| 29  | |                                                             |                       |                       |      |                   |                   |                                |
| 30  | | Chen Chien-jen 陳建仁 Chén Jiànrén (1951–)                  | 31. Januar 2023       | 20. Mai 2024          | 475  |                   | DPP               | Tsai Ing-wen                   |
| 30  | |                                                             |                       |                       |      |                   |                   |                                |
| 31  | | Cho Jung-tai 卓榮泰 Zhuó Róngtài (1959–)                    | 20. Mai 2024          | im Amt                | 290  |                   | DPP               | Lai Ching-te                   |
| 31  | |                                                             |                       |                       |      |                   |                   |                                |